# Juan Montes Capón
Juan Montes (Lugo, Galicia, 13 de abril de 1840- Ibíd., 24 de junio de 1899) fue un compositor, instrumentista y docente español. Contemporáneo de Pedrell, Pascual Veiga o Chané, es uno de los músicos españoles más representativos del siglo XIX.

## Biografía
Juan Hermenegildo Montes Capón nace en el número 30 de la Rúa Nova de la ciudad de Lugo el 13 de abril de 1840. Sus padres, Félix y Juana, casados en 1830, tuvieron cuatro hijos: José, nacido en 1833, Rosalía, en 1835, Juan, en 1840; y Juana, la más pequeña, pero también la más longeva, muriendo a los sesenta y nueve años en 1913.

Félix, el padre del compositor, empleado administrativo del Ayuntamiento de Lugo y secretario de este desde 1844 muere en 1850. Este hecho motiva el ingreso en el seminario del segundo hijo varón de la familia con el objeto de aliviar las estreches económicas de la familia. El hijo mayor, José, tenía ya su actividad laboral en el ayuntamiento.

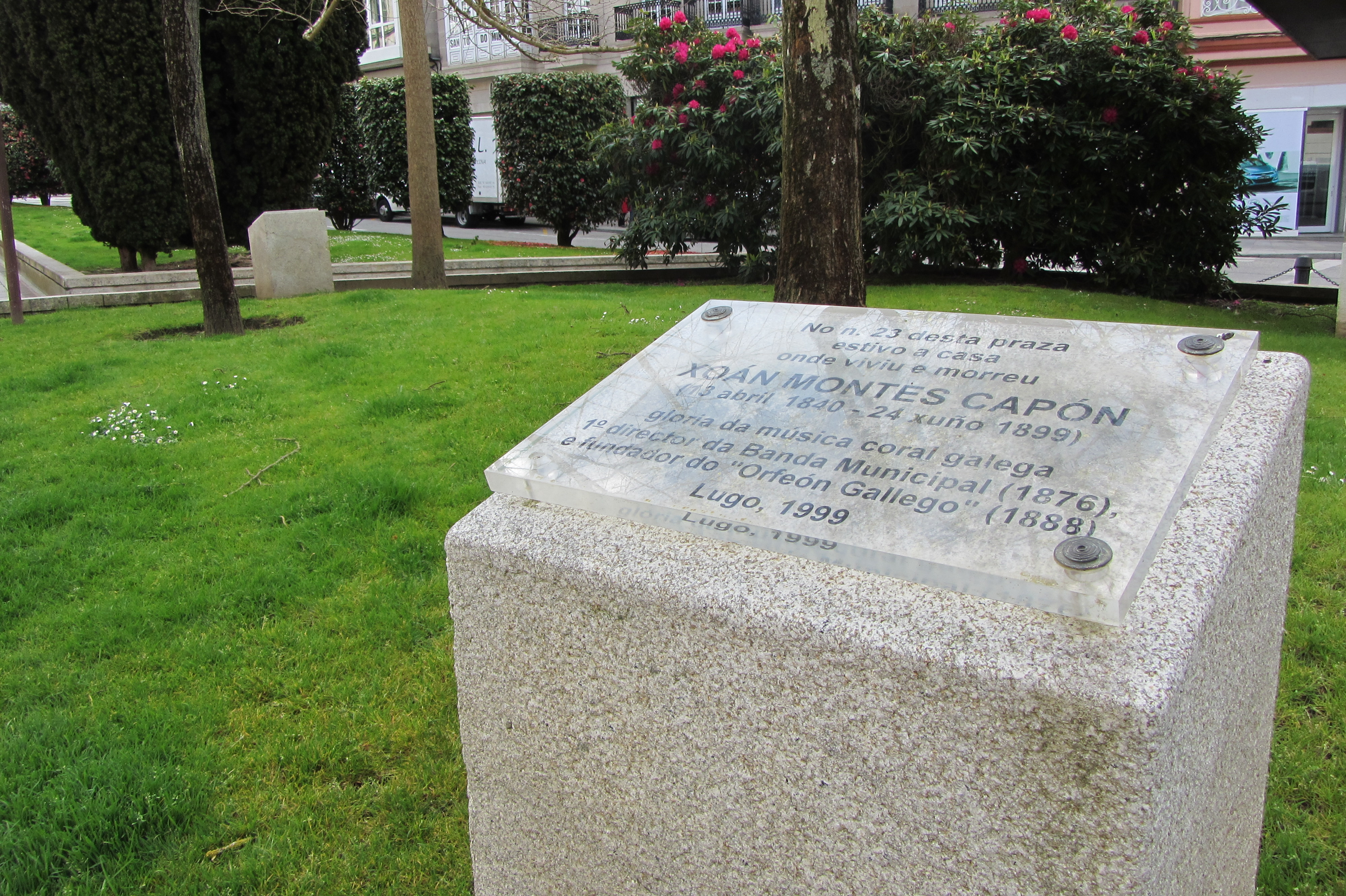
Placa que recuerda la localización de la casa del músico Juan Montes en la Plaza de Santo Domingo de la ciudad de Lugo (Galicia, España).

De esta manera, en el curso 1850-1851 Juan Montes comienza sus estudios en el Seminario Conciliar de Lugo con el fin de cursar la carrera sacerdotal. Pasará catorce años formándose como interno en la institución eclesiástica, abandonándola en el verano de 1864 para dedicarse enteramente a la práctica de la música. Ya en sus últimos años en el seminario, tiene Montes una remunerada actividad musical como pianista en el Círculo de las Artes ―del que era socio desde 1861― que continuará después de dejar los estudios. Durante sus años como seminarista Montes recibe una muy escasa formación musical que él mismo necesitará continuar de una manera autodidacta estudianto los textos de Fetis-Gil, Eslava o Berlioz. En lo que respecta a su formación como instrumentista, resulta probable que recibiera la docencia de Isidoro Blanco, organista de la cátedra de Lugo en aquellos años. En 1853 en vicerrector encomienda al joven Montes la formación y dirección de un coro de seminaristas, labor que desarrollará a pesar de su corta edad.
A partir de 1886 la Gaceta de Madrid anuncia la concesión a Montes de la Orden de Isabel la Católica como Caballero. El músico rechaza la condecoración con el motivo de no considerarla un fruto de su trabajo a favor de la música.
Montes no dejó descendencia. No se casó ni es conocida relación alguna a lo largo de su vida.

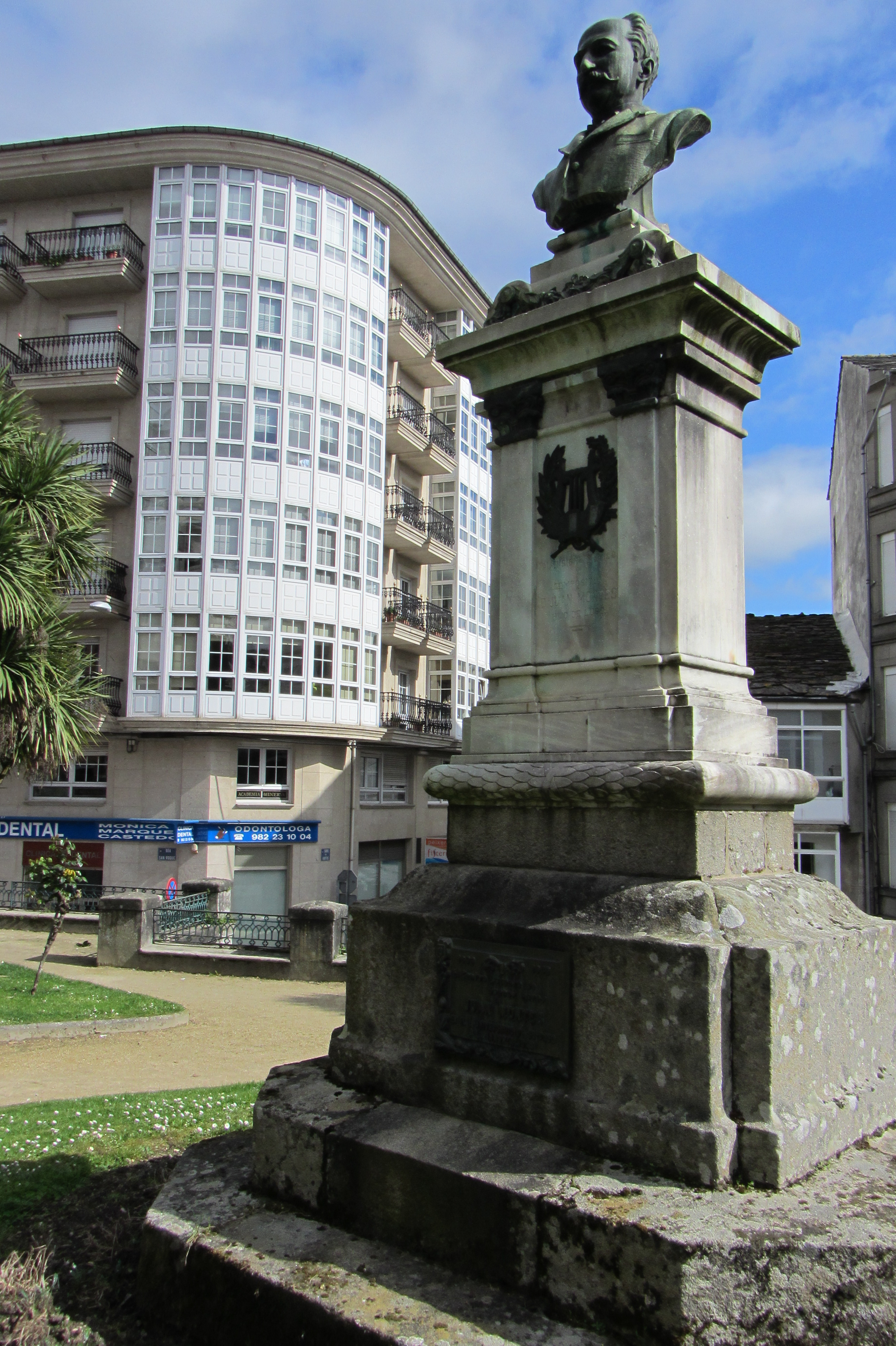
Monumento a Juan Montes situado en el Jardín de San Roque en la ciudad de Lugo (Galicia, España). La obra es del escultor Eugenio Duque

Juan Montes muere en la noche del 23 al 24 de junio de 1899 a causa de una hemorragia cerebral.

## Composición musical
En la producción de Montes encontramos dos parcelas: la de la música sacra y la de la música popular. Con la excepción de la música escénica, casi no cultivada por el músico, en su catálogo se observan composiciones y arreglos para coro, banda, cuarteto, sexteto, voz o piano.
Es en su tiempo como seminarista cuando Montes inicia su trabajo como compositor. Sus primeras obras están fechadas en 1857 y se corresponden todas con música sacra. Dentro de este género musical es necesario destacar el Oficio de difuntos encargado por Antonio Rodríguez Franco para recordar el primer aniversario de la muerte de su mujer.
En agosto de 1888 se celebra un certamen musical en el Teatro Tamberlick de Vigo con motivo de los Juegos Florales celebrados en esta ciudad. Montes presenta su Alborada para banda que consigue el primer premio del certamen.
En agosto de 1890 Montes acude al Certamen Internacional de la Coruña convocado por el Orfeón n.º 4 dirigido por Pascual Veiga. El músico se presenta en tres modalidades en la que consigue el primer premio. En la modalidad de plegaria, en la de balada con la canción Al lixeiras anduriñas, ey en la de Sonata para cuarteto de cuerda en la que presenta la Sonata Gallega Descriptiva, esta última a la manera de obra programática que describe en cuatro movimientos una jornada de trabajo en el campo. Para la Sonata gallega descriptiva Montes tomó como elemento generador el poema A sega de Aureliano J. Pereira incluido en su obra Cousas d'a aldea. En lo que respecta a la balada, esta seŕa finalmenta la primera de las conocidads Seis baladas gallegas editadas en La Coruña por Canuto Berea.
En 1891 Montes gana dos primeros premios en el Certamen Musical de Vigo con un nocturno para orfeón y con su Pasodoble sobre aires populares de Galicia para banda.
En agosto de 1892 el músico acude al Certamen literario, Científico y Musical de Pontevedra. Presenta dos canciones con texto de Rosalía de Castro: Doce sono y Negra sombra, esta última dedicada a su amigo Alejandro Berea; la primera consigue el primer premio y la segunda un accésit.
En 1892, y como parte de la celebración del cuarto centenario del Descubrimiento, la sociedad gallega Aires d'a Miña Terra de La Habana convoca un certamen musical. Montes presenta la Fantasía para gran orquesta. El premio, Medalla de Oro y cien pesos de oro, se conoce en septiembre de 1893 y se concede a Montes. Esta fantasía contiene la balada Negra sombra como uno de sus movimientos. Respecto a Negra sombra, su materia temático es recogido por Montes y pertenece a la tradición musical del Incio (Lugo). Se trata de un alalá que posteriormente recogerá el Cancionero Musical de Galicia de Casto Sampedro.

## La Banda y el Orfeón
En abril de 1876 el ayuntamiento de Lugo decide crear una banda municipal con el fin de servir también como escuela de música. El día 23 de ese mes se aprueba el reglamento y se nombra a Montes como su director con una remuneración de cinco mil reales anuales. Se compran instrumentos y métodos a Canuto Berea de La Coruña, y veinticuatro uniformes para los músicos. La escuela se instala en el Teatro Municipal de la ciudad.
En agosto de 1884 Montes presenta al ayuntamiento un escrito firmado por quince miembros de la banda con objeto de solicitar un aumento de sueldo. El ayuntamiento rechaza la petición disolviendo la escuela, la banda, además de cesar a todos sus trabajadores. Al mismo tiempo, se anuncia la vacante en la dirección que acabará ocupando Julián González Lloves. Entre los aspirantes a la plaza se encontraba José Castro «Chané».
En cuanto al Orfeón Lucense, es necesario hablar primero de la formación que fue su precedente: la estudiantina creada en septiembre de 1878. La formación la constituían setenta miembros entre el coro y la parte instrumental formada por violines, guitarras, bandurrias, flautas, castañuelas, triángulos y panderetas. Durante las Fiestas de San Froilán de ese mismo año participa el Orfeón Coruñés dirigido por Pascual Veiga, quien anima a que la estudiantina sea el germen de un orfeón.
Como director de la Estudiantina, Montes estrenará en enero de 1879 su única composición para la escena: el apropósito titulado Gente de manteo. Sobre texto de Aureliano J. Pereira, esta primera representación tiene lugar en el Teatro Municipal de Lugo.
Será el 15 de mayo de 1879 cuando se cree el Orfeón Lucense. Su primera participación en un evento musical es en el certamen musical celebrado en agosto de 1879 en Ferrol con motivo de la inauguración del Dique da Campá. El Orfeón Lucense alcanza el primer premio.
En 1887 el orfeón cambia su nombre por el de Orfeón Gallego. En 1890, en Santander, la formación dirigida por Montes consigue el segundo premio en un certamen de orfeones por detrás de la Sociedad Coral de Bilbao.
En 1892 tiene lugar en Bilbao el Concurso Internacional de Orfeones, Bandas y Charangas convocado por el ayuntamiento de dicha ciudad. En el jurado se encuentran músicos importantes de aquel tiempo como Laurent de Rillé, Emilio Arrieta o Felipe Pedrell. El Orfeón Gallego consigue el primer premio en la modalidad llamada nacional y el segundo en la de honor.

## Su actividad como instrumentista
Entre 1862 y 1865 Montes es el pianista oficial del Círculo de las Artes de Lugo.

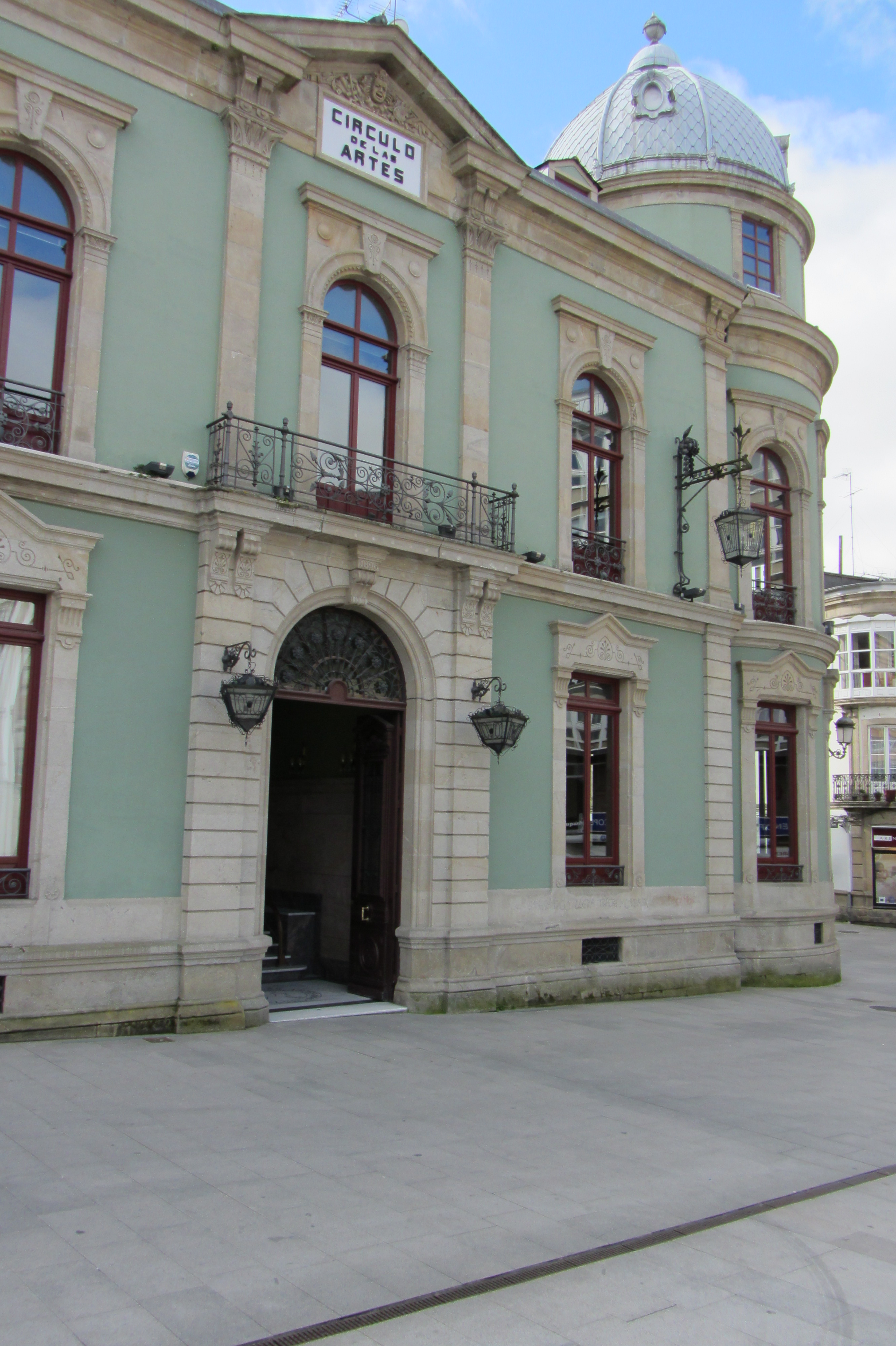
Fachada del Círculo de las Artes de Lugo (Galicia, España)

 Durante varias noches cada semana toca el piano para los socios de dicha institución. En 1865 es sustituido por Agustín Salvador. En 1871 Montes se presenta como aspirante a organista segundo de la Catedral de Lugo. No consigue la plaza que sí ocupará siete años más tarde, después de la renuncia de Salvador. Montes ocupará este cargo y trabajará conjuntamente con el organista titular Isidoro Blanco.
En 1878 Montes forma un sexteto en el que participará con un instrumento para el que escribirá y arreglará numerosa música: el armonio. Este grupo de cámara permitía al músico lucense hacer sonar en el Círculo de las Artes y demás espacios de la ciudad mucha de la música representativa del momento como óperas, sinfonías o zarzuelas. Montes trabajará al mismo tiempo como pianista del Casino de Lugo entre 1888 y 1893.

## La docencia
Juan Montes desarrolló además una intensa labor docente. Antes de abandonar el seminario, y más aún después, le fue preciso al músico procurarse alumnos y alumnas a las que formar de manera privada para ganar algún dinero con el que ayudar a la economía familiar. Entre las personas formadas por Montes en la música, es necesario hablar de Indalecio Varela Lenzano, sus sobrinas Natividad y Asunción, esta última casada con Varela Lenzano, las dos reconocidas pianistas. Isabel Arróniz, pianista también, o el músico Luis Junquera. Arróniz será la maestra del musicólogo lucense Juan Bautista Varela de Vega, el principal biógrafo de Montes.

## Obra

### Música sacra
- Marcha fúnebre, 1892
- Misa, 1892
- Letrillas a San Francisco, 1893

### Coro y orquesta
- Gozos a s. Ramón Nonato, 1859, a 6 v. y orquesta
- Gozos a sta. Tomás de Aquino, (I) 1860, a 5 v., orquesta y órgano
- O salutaris hostia, 1860 para 2 tenores y bajo solistas, cor a 4 v., coro de bajos, orquesta y órgano
- Gozos a sta. Tomás de Aquino, (II) 1862, coro, orquesta y órgano
- Gozos a la Trinidad (I), 1862, coro, orquesta y órgano
- Gozos a la Trinidad (II), 1863, coroa 3 v., orquesta y órgano
- Las siete palabras, 1.ª versión, 1864, para coro, orquesta y órgano. 2.ª versión para coro y orquesta, con un Preludio orquestal de 1899
- Te Deum, 1887, para coro, orquesta y órgano
- Beatus vir, 1887, para coro a 3 v., orquesta y órgano
- Oficio de difuntos y misa de réquiem, 1891. Para coro mixto a 3 v., orquesta y reducción para órgano
- Miserere, para coro a 5 v., orquesta y órgano
- Misa en honor del Apóstol Santiago. Para Solos, Coro y orquesta

### Música escénica
- Entre gente de manteo, 1879

### Orquesta
- Fantasía para orquesta, 1892

### Banda
- Negra sombra
- Alborada gallega, 1887
- Marcha de procesión sobre el "Ave maris stella", 1889
- Sonata gallega descriptiva, 1890
- Pasodoble sobre aires populares gallegos

### Cuarteto
- Sonata gallega descriptiva, 1890
- Balada gallega y Muiñeira, 1895, versión para sexteto y piano

### Coro
- Salve Regina, 1857, para coro a 4 v.
- Glosa al Sacramento, 1857, para coro a 4 v. y órgano
- Quem terra, pontus, sidera, 1857, para coro a 3 v.
- Stabat Mater, 1857, a 2 v. de tiple
- "En belén hai muita festa", villancico al Nacimiento de N. S. J. 1857, para doble coro, 1º a 2 v., 2º a 4 v., orquesta y órgano
- Gozos a s. Lorenzo de Brindis, 1859, a 3 v. y órgano
- A la Inmaculada, 1859, a 3 v. y órgano
- Veni, Creator Spiritus, 1860, a 3 v. blancas y órgano
- Gozos a la Concepción, 1861, a 3 v. y órgano
- Letrilla a la Virgen, 1861, a 4 v. y órgano
- Plegaria a la Santísima Virgen, 1890, para orfeón y  órgano (ad libitum)
- "El piélago del mundo", Plegaria a la Virgen, 1890, para orfeão
- Ego sum panis vivus, para coro
- O salutaris hostia, 1896, para orfeón
- Genitori, para orfeão a 3 vb.
- Magnificat, para doble coro, a 3 v. cada uno y órgano
- Himno a Gutenberg, para orfeón
- "Todo en silencio yace", Nocturno, para orfeón
- Adiós, para orfeón
- "Llega la noche en alas". Barcarola, para orfeón
- "Ya la rosada luz de la aurora", 1878, Serenata para orfeón
- "Viento en popa", 1892, Barcarola para orfeón
- "Ai!, Marujinha, por Deus dá-me um beijo". Moinheira para orfeão
- "Rapazinha, se quiseres", Moinheira, 1892, para orfeão
- Negra sombra, versión para orfeón a 4 v.
- Longe da terrinha, versión para orfeón
- As ligeiras andorinhas, 1890. Balada, versión para orfeão

### Voz y piano
- 6 baladas gallegas: "As lixeiras anduriñas"; "Doce sono"; "Negra sombra"; "Lonxe da terriña"; "Unhanoite n'a eira do trigo"; "O pensar do labrego"
- Sonata gallega descriptiva, 1890
- "Ven, bella mía", Danza
- "Hermosa niña", Danza
- "Duerme la gota trémula", Romanza, 1892
- Y a mí qué me cuenta Ud. Habanera
- "Como el rocío". Vals
- "Aquí va la Venatoria", Vals a la Venatoria, 1888

### Voz y órgano
- Lamentación "Cogitavit Dominus", 1865, para una voz y órgano
- Ego sum panis vivus, a 2 v. y órgano
- Miserere, a 2 v. y armonio
- Iste confessor, para orfeón a 2 v. y órgano
- Letrillas a la Santísima Virgen, a 2 v. y órgano
- "Yo soy feliz", Letrillas al Ssmo. Sacramento, a 3 v. y órgano
- "En belén hai muita festa", villancico al Nacimiento de N. S. J. 1857, para 2 v. y órgano
- Marcha de procesión sobre el "Ave maris stella", 1889, versión para 2 v. y órgano
- Jaculatoria a la Santísima Virgen, a 1, 2 o 3 v. y órgano

### Órgano
- Marcha de procesión sobre el "Ave maris stella", 1889

### Piano
- Melodía para la mano izquierda
- Andante sentimental
- Mazurca
- Gavota improvisada
- Bailados para orquesta: 3 Cuadrillas, 4 Mazurcas, 3 Valses, 4 Habaneras (la 4ª para 2 v. y piano), Polca

### Piano a 4 manos
- Vals
- Mazurca
- Bailados: Mazurca, Vals, Polca
- Habanera, a 6 manos
- Balada, para piano y armonio
- Ares galegos, para piano y armonio

### Armonio
- Scherzo
- Ares galegos: Moinheira, Alborada, Moinheira
- Moinheira
- Danzas: Vals, Mazurca, Polca
- Jota
- Balada gallega y Muiñeira, 1895